# グランドスラム・アブダビ2017
グランドスラム・アブダビ2017は2017年10月26日から10月28日の3日間にわたって、アラブ首長国連邦のアブダビで開催された柔道の国際大会。　

## 大会結果

### 男子
| 階級        | 金                           | 銀                                 | 銅                                                        |
| ----------- | ---------------------------- | ---------------------------------- | --------------------------------------------------------- |
| 60kg以下級  | ロベルト・ムシビドバゼ       | フェリペ・キタダイ                 | フランシスコ・ガリゴス シャラフディン・ルトフィラエフ     |
| 66kg以下級  | IJF タル・フリッカー         | ニジャット・シハリザダ             | バジャ・マルグベラシビリ アブドゥラ・アブドゥルジャリロフ |
| 73kg以下級  | ガンバータル・オドバヤル     | ムサ・モグシコフ                   | ルスタム・オルジョフ IJF トハル・ブトブル                 |
| 81kg以下級  | フランク・デ・ウィット       | オトゴンバータル・ウーガンバータル | アラン・フベツォフ サイード・モラエイ                     |
| 90kg以下級  | ニコロス・シェラザディシビリ | ベカ・グビニアシビリ               | ザカリー・バート ママダリ・メフディエフ                   |
| 100kg以下級 | ニラズ・ビラロフ             | トマ・ニキフォロフ                 | キリル・デニソフ IJF ピーター・パルチック                 |
| 100kg超級   | シリル・マレ                 | マシエイ・サルナツキ               | IJF オル・サッソン アントン・クリボボコフ                 |

### 女子
| 階級       | 金                           | 銀                     | 銅                                                    |
| ---------- | ---------------------------- | ---------------------- | ----------------------------------------------------- |
| 48kg以下級 | イリーナ・ドルゴワ           | ミリカ・ニコリッチ     | オトゴンツェツェグ・ガルバドラフ パウラ・パレト       |
| 52kg以下級 | シャルリーヌ・ファンスニック | エリカ・ミランダ       | アレクサンドラ＝ラリサ・フロリアン IJF ギリ・コーヘン |
| 57kg以下級 | ドルジスレン・スミヤ         | ラファエラ・シルバ     | ネコダ・スミス＝デイビス アナスタシア・コンキナ       |
| 63kg以下級 | エドウィゲ・グウェンド       | ルーシー・レンシャル   | カトリン・ウンターヴルツァッハー アガタ・オズドバ     |
| 70kg以下級 | アンナ・ベルンホルム         | キム・ポリング         | マリア・ポルテラ ゲルチャーク・サビナ                 |
| 78kg以下級 | ナタリー・パウエル           | マリンド・フェルケルク | フーシェ・ステーンハイス マイラ・アギアル             |
| 78kg超級   | テシー・サフェルカウルス     | イリーナ・キンゼルスカ | マリア・アルテマン ベアトリス・ソウザ                 |

### 各国メダル数
| 順 | 国・地域         | 金 | 銀 | 銅 | 計 |
| -- | ---------------- | -- | -- | -- | -- |
| 1  | ロシア           | 3  | 1  | 5  | 9  |
| 2  | オランダ         | 2  | 2  | 1  | 5  |
| 3  | モンゴル         | 2  | 1  | 0  | 3  |
| 4  | イギリス         | 1  | 1  | 1  | 3  |
| 5  | ベルギー         | 1  | 1  | 0  | 2  |
| 6  | IJF              | 1  | 0  | 4  | 5  |
| 7  | スペイン         | 1  | 0  | 1  | 2  |
| 8  | フランス         | 1  | 0  | 0  | 1  |
| 8  | イタリア         | 1  | 0  | 0  | 1  |
| 8  | スウェーデン     | 1  | 0  | 0  | 1  |
| 11 | ブラジル         | 0  | 3  | 4  | 7  |
| 12 | アゼルバイジャン | 0  | 2  | 2  | 4  |
| 13 | ジョージア       | 0  | 1  | 1  | 2  |
| 13 | ポーランド       | 0  | 1  | 1  | 2  |
| 15 | セルビア         | 0  | 1  | 0  | 1  |
| 16 | アルゼンチン     | 0  | 0  | 1  | 1  |
| 16 | オーストリア     | 0  | 0  | 1  | 1  |
| 16 | カナダ           | 0  | 0  | 1  | 1  |
| 16 | イラン           | 0  | 0  | 1  | 1  |
| 16 | ドイツ           | 0  | 0  | 1  | 1  |
| 16 | カザフスタン     | 0  | 0  | 1  | 1  |
| 16 | ルーマニア       | 0  | 0  | 1  | 1  |
| 16 | ウクライナ       | 0  | 0  | 1  | 1  |

## トラブル
2015年大会の時と同じく、今大会でもイスラエル選手団はIJFの名の下での参加を余儀なくされた(2016年大会には出場しなかった)。世界ユダヤ人会議からの要請を受けたIJF会長のマリウス・ビゼールは、今大会を主催するUAEの柔道連盟に対して他の国同様にイスラエルも平等に扱うように要求したものの、イスラエルと国交のない同国の連盟は安全保障上の理由から受け入れることはなかった。なお、66kg級で優勝したイスラエルのタル・フリッカーの表彰式ではIJFの旗が掲揚されてIJFの歌が流されたが、フリッカーはイスラエルの国歌ハティクヴァを口にした。フリッカーは「スポーツは政治に屈してはならない」と語った。一方、イスラエル柔道連盟会長のモシェ・ポンテはUAEの歓待に感謝の意を示した。また、UAEの柔道連盟会長とアブダビスポーツ協議会の事務局長は、73kg級の初戦でUAEのラシャド・アルマシュジャリがイスラエルのトハル・ブトブルとの握手を拒否したことを詫びるとともに、今大会でのイスラエルの健闘ぶりを称えた。ビゼールは、イスラエル選手団が今大会においてイスラエルを表象できなかったものの、非常によい取り扱いを受けたとの認識を示すとともに、今後はさらに事態が改善されることを期待すると述べた。

## 外部サイト
- Grand Slam Abu Dhabi